# Tvåvingar
Tvåvingar (Diptera) är en ordning i klassen insekter. Tvåvingarna har enbart ett par vingar på mellankroppen (mesothorax). Av ett ursprungligt bakre par vingar återstår enbart ett par klubblika svängkolvar. Dessa fungerar som balansorgan när insekten flyger. Tvåvingar har ett stort och rörligt huvud och munnens delar är anpassade för att suga, eller för att sticka och suga. Tvåvingar genomgår en fullständig metamorfos.
Det uppskattas finnas omkring 240 000 arter i ordningen, men av dessa har enbart cirka 120 000 beskrivits. I Sverige finns minst 5900 arter.
Denna insektsordning påverkar i hög grad ekologi, medicin och ekonomi. Inom ordningen återfinns många smittbärande insekter. Dessa förekommer framförallt i områden med tropiskt klimat.
Larverna av flera arter lever som parasiter i kadaver, gröna växtdelar, frukter eller i vattnet. Larverna saknar yttre extremiteter och genomgår flera hudömsningar. Några tvåvingar suger i sitt fullbildade stadium (imago) blod.

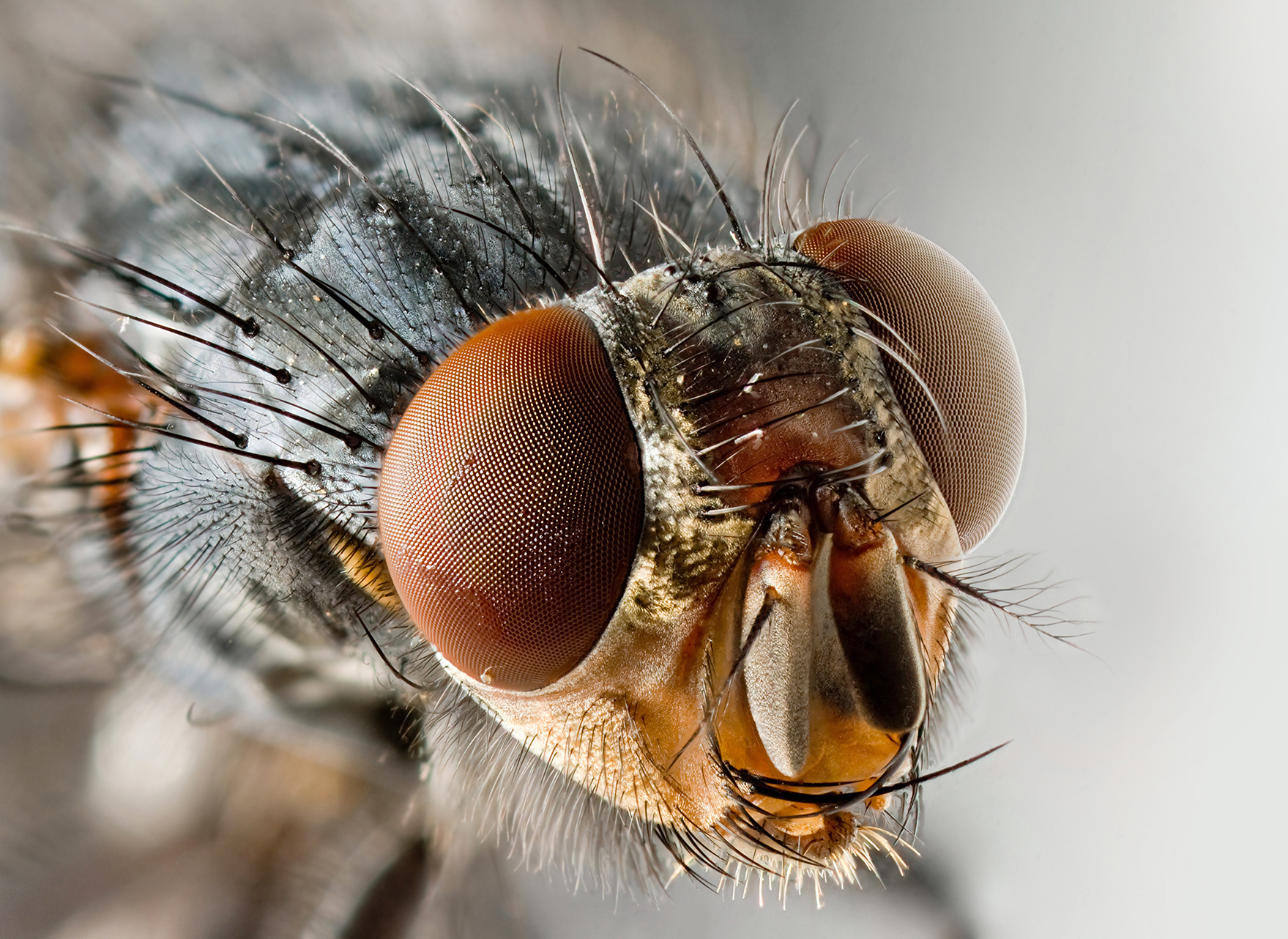
Frontpartiet på spyflugan Calliphora vicina (familjen Calliphoridae)